# خوان سلایا (بازیکن فوتبال)
خوان سلایا (انگلیسی: Juan Celaya؛ زادهٔ ۱۴ فوریهٔ ۱۹۹۲) بازیکن فوتبال اهل آرژانتین است.
از باشگاه‌هایی که در آن بازی کرده‌است می‌توان به باشگاه فوتبال اتلتیکو تیگره اشاره کرد.